# Georg Stanford Brown
Georg Stanford Brown (ur. 24 czerwca 1943 w Hawanie) – kubańsko-amerykański aktor, reżyser i producent telewizyjny. Laureat nagrody Emmy 1986 za reżyserię serialu Cagney i Lacey.

## Życiorys

### Wczesne lata
Urodził się w Hawanie na Kubie. Kiedy miał siedem lat, jego rodzina przeniosła się do Harlemu w stanie Nowy Jork. W wieku 15 lat założył grupę wokalną „The Partenons”, która pojawiła się w telewizji na krótko przed rozpadem. Porzucił szkołę średnią mając 16 lat, po tym, jak został do tego zmuszony przez kilku sfrustrowanych nauczycieli. Wyjechał z Nowego Jorku. Jako 17–latem przeniósł się do Los Angeles i został przyjęty do Los Angeles City College Alumni, gdzie studiował sztukę teatralną. Po powrocie do Nowego Jorku, uczęszczał do Amerykańskiej Akademii Muzycznej i Dramatycznej, gdzie jego wykładowcą był m.in. Richard Burton. Pracował jako woźny w szkole, by opłacić czesne. 

### Kariera
Pół roku po ukończeniu szkoły wystąpił na nowojorskim Festiwalu Szekspirowskim Josepha Pappa (obecnie „Szekspir w parku”). Wkrótce trafił na ekran jako kelner w komedii kryminalnej Williama Wylera Jak ukraść milion dolarów (1966) z Audrey Hepburn i Peterem O’Toole, a następnie jako Henri Philipot w ekranizacji powieści Grahama Greene’a Haiti – wyspa przeklęta (1967) w reż. Petera Glenville’a z Richardem Burtonem i Elizabeth Taylor. Przez cztery i pół miesiąca pracował w Afryce, Paryżu i południowej Francji. W 1976, w drodze do Afryki spotkał się z Alexem Haleyem, który pisał powieść Korzenie.
W dramacie kryminalnym Petera Yatesa Bullitt (1968) ze Steve’em McQueenem wystąpił jako dr Willard. Grał gościnnie w serialach, w tym Mannix (1969, 1971) i Mission: Impossible (1972). W miniserialu Korzenie (1977) i Korzenie: Następne pokolenia (1979) wystąpił w roli Toma Harveya, prawnuka Kunty Kinte (LeVar Burton/John Amos).
Od 7 marca 1972 do 30 marca 1976 grał postać policjanta Terry’ego Webstera w serialu kryminalnym ABC Rekruci (The Rookies). Rola Rory’ego Schultebranda w komedii Sidneya Poitiera Czyste szaleństwo (1980) przyniosła mu nominację do Złotej Maliny dla najgorszego aktora drugoplanowego. W miniserialu Północ Południe (1985) został obsadzony w roli Garrisona Grady’ego, urodzonego na południu Afroamerykanina, który uciekł z niewoli w północnych stanach, poślubił Virgilię Hazard (Kirstie Alley), a później został zastrzelony.
Wyreżyserował kolejnych ponad czterdzieści pozycji, w tym Starsky i Hutch (1977), Aniołki Charliego (1977–79), Korzenie: Następne pokolenia (1979), Największy amerykański bohater (1981), Police Squad! (1982), Hardcastle i McCormick (1984), Magnum (1984), Policjanci z Miami (1984–85), Dynastia (1984–86) i Viper (1996). Trzykrotnie nominowany w tej kategorii do Nagrody Emmy - dwa razy za serial Posterunek przy Hill Street (w 1981 i 1985) oraz jeden raz za serial kryminalny Cagney i Lacey (w 1986), za trzecim razem otrzymał nagrodę.

## Życie prywatne
26 czerwca 1966 ożenił się z Tyne Daly, powszechnie znaną jako detektyw Mary Beth Lacey z Cagney i Lacey, którą poznał na studiach. Mają trzy córki: Alisabeth (ur. 12 grudnia 1967), Kathryne Dorę (ur. 10 lutego 1971) i Alyxandrę Beatris (ur. 1 października 1985). Rozwiedli się po dwudziestu czterech latach w 1990.